# Blatnice
Blatnice (deutsch Blatnitz, älter auch Blattnitz, Plattnitz) ist eine Gemeinde in Tschechien. Sie liegt fünf Kilometer nordöstlich von Moravské Budějovice und gehört zum Okres Třebíč.

## Geographie
Blatnice befindet sich im Quellgebiet der Nedvědka in Südmähren. Nördlich des Dorfes verläuft das Flüsschen Rokytka. Südwestlich erhebt sich der Bílý kopec (459 m). Der Ort liegt an der Staatsstraße 152 zwischen Moravské Budějovice und Jaroměřice nad Rokytnou.
Nachbarorte sind Popovice und Jaroměřice nad Rokytnou im Norden, Příštpo im Osten, Ohrazenice im Südosten, Dvorek im Süden, Lažínky und Moravské Budějovice im Südwesten, Lukov und Melkusův Mlýn im Westen sowie Bohušice im Nordwesten.

## Geschichte
Erstmals urkundlich erwähnt wurde Blatnice im Jahre 1046.
Nach der Aufhebung der Patrimonialherrschaften gehörte Blatnice ab 1850 zur Bezirkshauptmannschaft Znaim. Der Sitz des Bezirksgerichtes war in Mährisch Budwitz.

## Sehenswürdigkeiten
- Barocke Kapelle
- Statue des hl. Johannes von Nepomuk
- Gedenkstein für die Opfer des Ersten Weltkrieges